# 黃澂
黃澂（1916年—1969年11月13日），字敏功，湖南長沙人，中華民國（台灣）已故教育家。

## 簡歷
早年入讀南京中央政治學校，因參與學潮被退學。後轉入西南聯大心理系，事師陳雪屏。畢業後先後任職於中國國民黨青年部與甘肅省黨部。
1949年7月奉臺灣省教育廳指派出任臺灣省立師範學院附屬中學（現國立臺灣師範大學附屬高級中學）校長。黃任校長任期内，建立多項制度，包括班號制度、校訓、校歌，首開戰後臺灣中等教育風氣之先，對該校校風有深遠的影響。許多師生因此認爲黃澂是附中精神的奠基者。
1962年，黃澂離開附中，轉任臺灣省立師範大學中等教育輔導會主任委員。
1969年前往澎湖視察時罹患急性肝炎，於11月13日病逝，享年53歲。
| 前任： 宗亮東 | 國立臺灣師範大學附屬高級中學校長 1949年7月—1962年8月 | 繼任： 黃季仁 |